# 芬格嶺
79°11′S 157°0′E / 79.183°S 157.000°E
芬格嶺（英語：Finger Ridges）是南極洲的山嶺，位於奧次地，全長20公里，屬於庫克山脈的一部分，美國地質調查局根據測量和該國海軍的空中照片繪入地圖，現時由南極條約體系管理。